# Aphis brachysiphon
Aphis brachysiphon är en insektsart. Aphis brachysiphon ingår i släktet Aphis och familjen långrörsbladlöss. Inga underarter finns listade i Catalogue of Life.